# Góry Fogaraskie

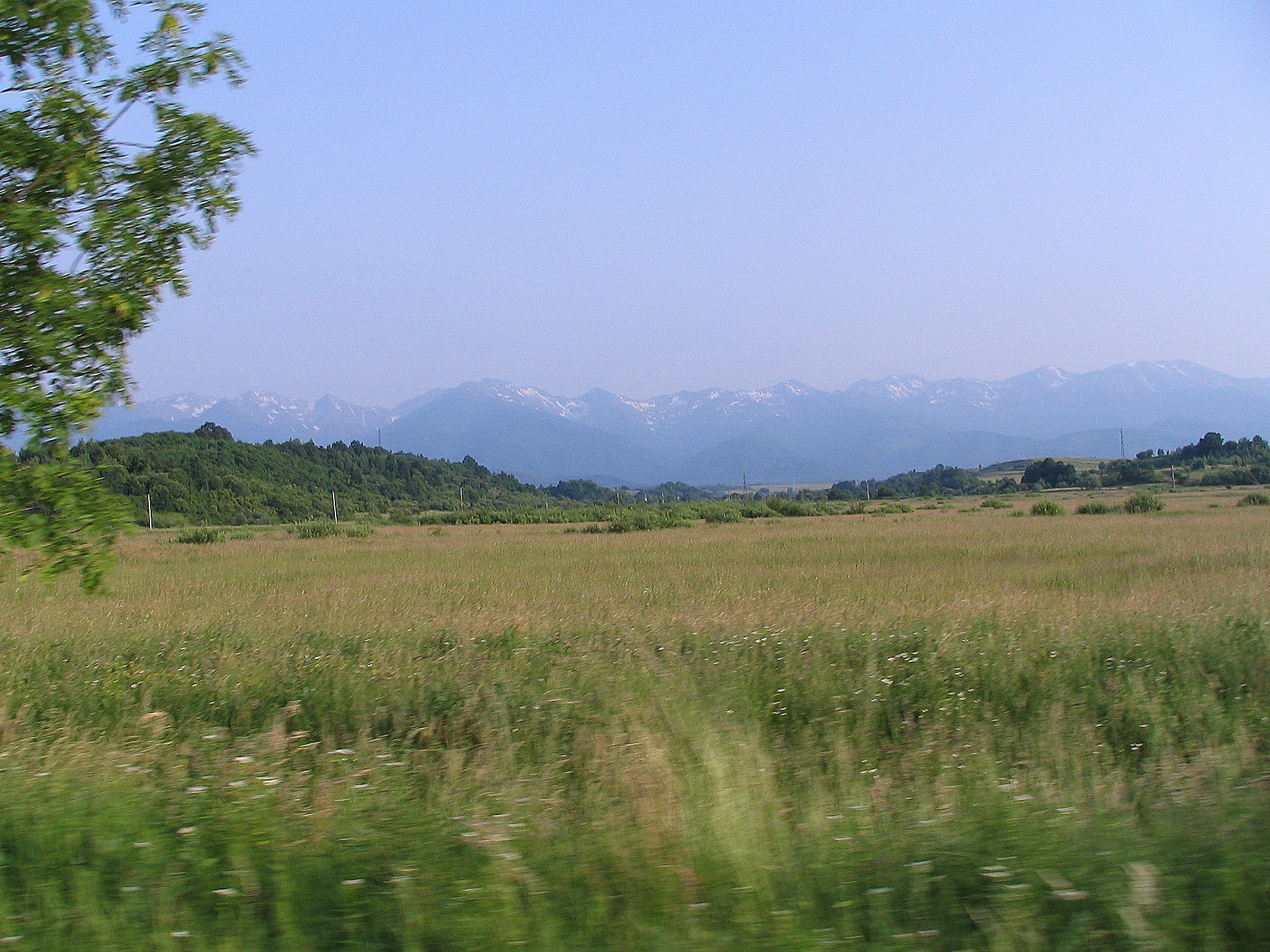
Góry Fogaraskie widziane od północy

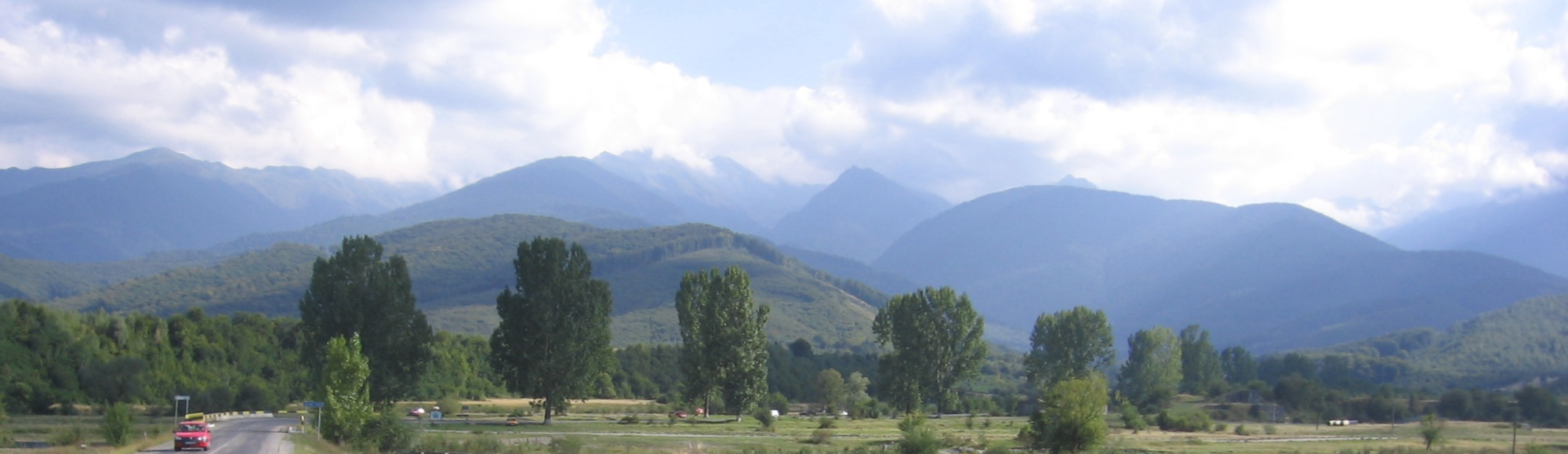
Góry Fogaraskie widziane od północy z drogi nr 7C

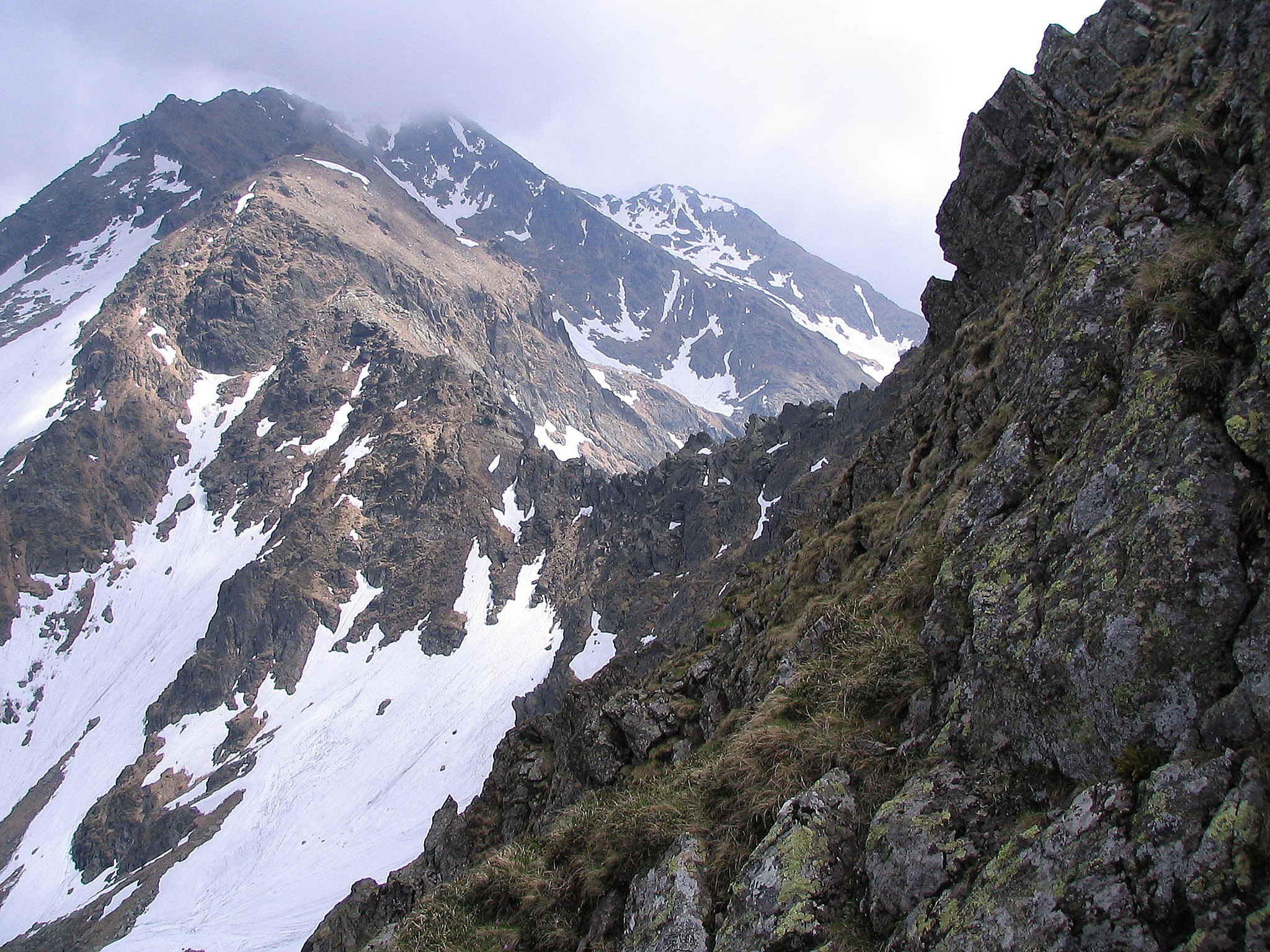
Custura Saratii (w centrum zdjęcia)

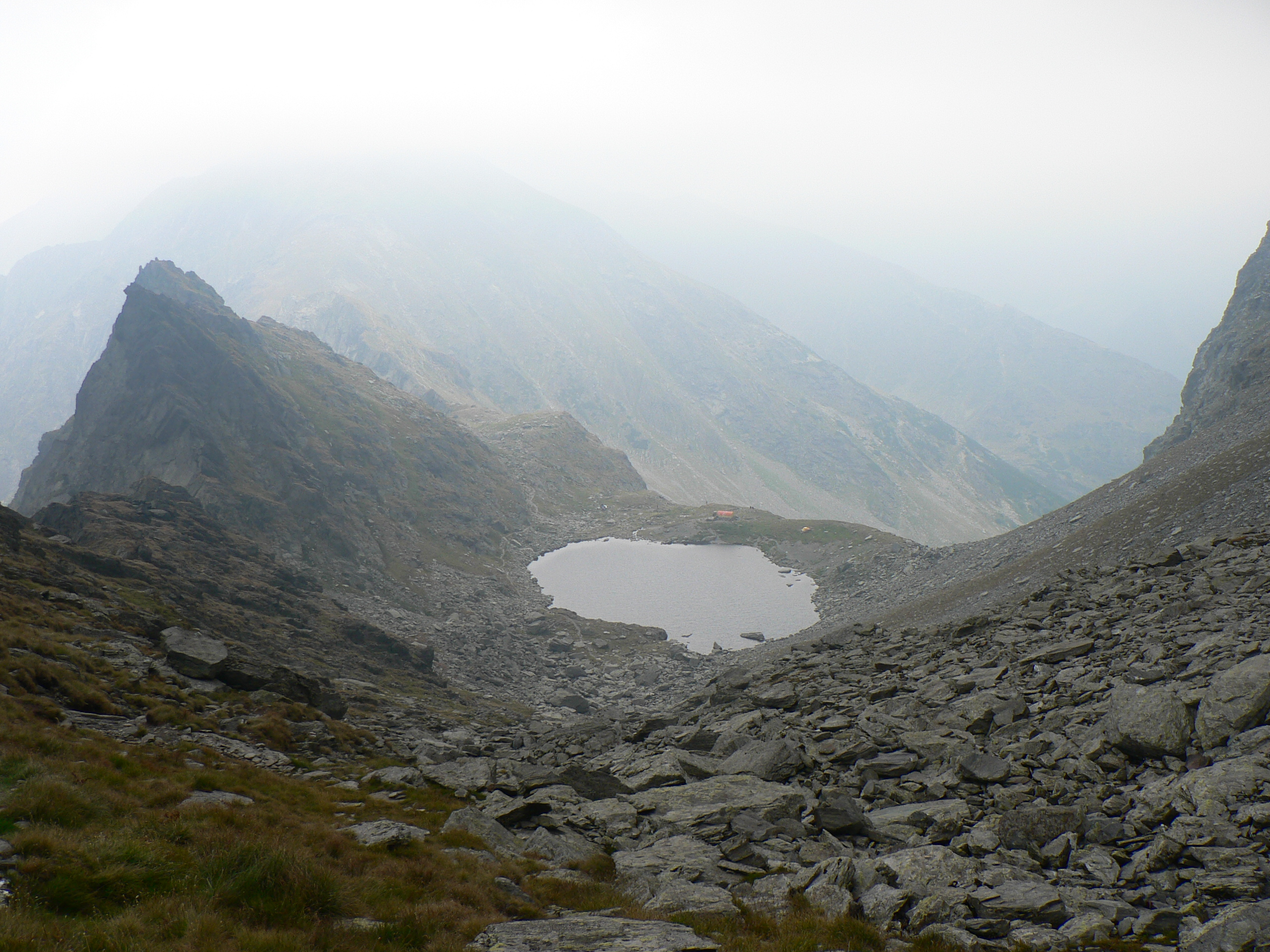
Jezioro Lacul Călțun

Góry Fogaraskie (531.15; także Fogarasze, Fagarasze; rum. Munții Făgăraș, węg. Fogarasi-havasok, niem. Fogaraschen Alpen) – najwyższe pasmo Karpat Południowych oraz całej Rumunii. Najbardziej znane i zarazem najwyższe szczyty Gór Fogaraskich to Moldoveanu (2544 m n.p.m.), Negoiu (2535 m n.p.m.) i Viștea Mare (2527 m n.p.m.). W okolicach drugiego z wymienionych oraz w centralnej części pasma góry przyjmują skalisty charakter, a na idącym głównym grzbietem szlaku turystycznym pojawiają się trudności techniczne oraz ekspozycja (niebezpieczeństwa i trudności porównywalne z Orlą Percią w Tatrach). Nieco trudny jest fragment szlaku „Trzy kroki od śmierci” biegnący główną granią przez grań Custura Arpașului w stronę jeziora Capra (rum. Lacul Capra, 2230 m n.p.m.). Także nieco trudna jest jedna z dróg na Negoiu – Strunga Dracului (pol. Czarci Żleb). Najtrudniejszy odcinek to grań Custura Sărății między Șerbotą (2331 m n.p.m.) a przełęczą Șaua Cleopatrei (2355 m n.p.m.). Na grani tej w kominku pod Serbotą znajduje się kilkanaście metrów stalowych linek poręczowych, na pozostałej jej części nie ma już żadnych sztucznych ułatwień.
Ze względu na surowe warunki klimatyczne Góry Fogaraskie stanowią poważne wyzwanie w sezonie zimowym. Pierwszego zimowego przejścia głównej grani tych gór, obejmującej 6 szczytów o wysokości powyżej 2500 m n.p.m. i 30 szczytów powyżej 2300 m n.p.m. dokonali w dniach 7–18 lutego 1972 r. alpiniści niemieccy i czechosłowaccy: Fritz Bender, Ivan Dieška, Gustav Ginzel, Dieter List, Zdeněk Lukeš, František Pulpan, Jan Šváb i Václav Širl.

## Położenie
Pasmo położone jest w środkowej Rumunii, pomiędzy Niziną Wołoską na południu i Wyżyną Transylwańską na północy. Jego powierzchnia wynosi ok. 2000 km². Od zachodu Góry Fogaraskie graniczą poprzez Przełom Czerwonej Wieży i dolinę Aluty z pasmem Lotru, północne zbocza obniżają się do Kotliny Fogaraskiej. Od północnego wschodu pasmo graniczy z masywem Țaga, a od wschodu z pasmami Piatra Craiului i Iezer-Papușa. Na południu obniżenie tektoniczne Culoarul Loviștei oddziela Góry Fogaraskie od pasma Cozia.

## Topografia
Główny grzbiet Gór Fogaraskich rozciąga się na odległość około 70 km, natomiast na odcinku ponad 45 km tylko jeden raz obniża się poniżej 2000 m n.p.m. W paśmie leży 7 z 13 rumuńskich szczytów o wysokości co najmniej 2500 m n.p.m., w tym 6 z 10 samodzielnych: Moldoveanu (2544 m), Negoiu (2535 m), Viștea Mare (2527 m), Călțun-Lespezi (2522 m), Vânătoarea lui Buteanu (2507 m) i Dara (2501 m).
Fogarasze charakteryzują się dużymi wysokościami względnymi. Deniwelacja między najwyższymi szczytami, a dnem dolin często przekracza 2000 m.

## Turystyka
W górach znajduje się kilkanaście schronisk, jednak większość z nich położona jest dosyć nisko, na wysokości ok. 1500 m n.p.m., a więc ok. 1000 m poniżej głównej grani. Wyjątkami są schronisko (rum. cabana) "Podragu" (2136 m n.p.m.) oraz hotele i schroniska przy jeziorze Bâlea (2034 m n.p.m.), położone przy poprowadzonej w latach 70. przez góry Szosie Transfogaraskiej. Na szlaku idącym główną granią Gór Fogaraskich co kilka godzin znajdują się niewielkie schrony dla turystów (refugi), które jednak w sezonie mogą być przepełnione (miejsca na dwóch pryczach ze sklejki starczy dla maksymalnie 12 osób). Najbardziej popularnym sposobem zwiedzania gór jest wielodniowa wycieczka z własnym sprzętem biwakowym.
Na polskim rynku dostępne są dwie różne mapy Gór Fogaraskich: węgierska wydawnictwa DIMAP w skali 1:60 000 oraz rumuńska wydawnictwa Bel Alpin Tour w skali 1:75 000.